# Saint-Laurent-de-la-Plaine
Saint-Laurent-de-la-Plaine korábbi község Franciaország Loire mente régiójában, Maine-et-Loire megyében. 2015. december 15-én tíz másik korábbi községgel egyesült és Mauges-sur-Loire új község része lett.
Lakosainak száma 1606 fő (2018. január 1.). Saint-Laurent-de-la-Plaine Bourgneuf-en-Mauges, Chalonnes-sur-Loire, Chaudefonds-sur-Layon, La Jumellière, Neuvy-en-Mauges, Mauges-sur-Loire, Sainte-Christine és La Pommeraye községekkel határos.

## Népesség
A település népessége az elmúlt években az alábbi módon változott:
| Lakosok száma | 1027 | 1060 | 1203 | 1387 | 1538 | 1697 | 1711 | 1710 | 1582 | 1606 |
|               | 1962 | 1968 | 1982 | 1990 | 1999 | 2008 | 2011 | 2013 | 2017 | 2018 |